# 1597 w literaturze
Wydarzenia literackie w 1597 roku.

## Nowe książki
- polskie
  - Marcin Bielski, Joachim Bielski – Kronika polska Marcina Bielskiego nowo wydana
  - Andrzej Zbylitowski – Droga do Szwecyjej Namożniejszego w północnych krainach Pana, Zygmunta III, polskiego i szwedzkiego Króla, odprawiona w roku 1594

## Nowe poezje
- polskie
  - Andrzej Zbylitowski – Żywot szlachcica we wsi

## Nowe dramaty
- polskie
  - Adam Paxillus – Komedyja o Lizydzie